# 4886 Kojima
4886 Kojima је астероид главног астероидног појаса чија средња удаљеност од Сунца износи 2,921 астрономских јединица (АЈ).
Апсолутна магнитуда астероида је 14,5.